# Кад је мач кројио правду
Кад је мач кројио правду је југословенска телевизијска серија снимљена 1967. године у продукцији ТВ Загреб.

## Епизоде
| Сезона | Епизода | Назив      | Датум              |
| ------ | ------- | ---------- | ------------------ |
| 1      | 1       | Насљедство | 31. јула 1967.     |
| 1      | 2       | Отмица     | 7.септембра 1967.  |
| 1      | 3       | Завјера    | 14.септембра 1967. |
| 1      | 4       | Бијег      | 21.септембра 1967. |
| 1      | 5       | Клопка     | 28.септембра 1967. |
| 1      | 6       | Сплетка    | 5.октобра 1967.    |
| 1      | 7       | Обрачун    | 12.октобра 1967.   |

## Улоге
| Глумац           | Улога        |
| ---------------- | ------------ |
| Инге Апелт       | (7 еп. 1967) |
| Иван Шубић       | (7 еп. 1967) |
| Вања Драх        | (6 еп. 1967) |
| Емил Кутијаро    | (6 еп. 1967) |
| Дамир Мејовшек   | (6 еп. 1967) |
| Крешимир Зидарић | (6 еп. 1967) |
| Тито Строци      | (5 еп. 1967) |
| Звонимир Чрнко   | (2 еп. 1967) |

Комплетна ТВ екипа  ▼
| Редитељ    | Антон Марти | (7 еп. 1967) |
| Сценариста | Антон Марти | (7 еп. 1967) |